# Abreus (ort i Kuba)
Abreus är en ort i Kuba.   Den ligger i provinsen Provincia de Cienfuegos, i den västra delen av landet, 210 km sydost om huvudstaden Havanna. Abreus ligger 21 meter över havet och antalet invånare är 16 711.
Terrängen runt Abreus är platt. Runt Abreus är det ganska tätbefolkat, med 72 invånare per kvadratkilometer. Närmaste större samhälle är Cienfuegos, 18,9 km sydost om Abreus. Omgivningarna runt Abreus är en mosaik av jordbruksmark och naturlig växtlighet.